# Grammia quenselii
Grammia quenselii är en fjärilsart som beskrevs av  1837. Grammia quenselii ingår i släktet Grammia och familjen björnspinnare. Inga underarter finns listade i Catalogue of Life.